# Мелетий (Павлюченков)
Епи́скоп Меле́тий (в миру Дми́трий Никола́евич Павлюче́нков; род. 25 мая 1977 года, Смоленск) — архиерей Русской православной церкви, епископ Рославльский и Десногорский.

## Биография
В 1994 году поступил в Смоленское духовное училище, преобразованную 5 мая 1995 года в духовную семинарию, которую окончил в 1998 году.
19 июля 1998 года митрополитом Смоленским и Калининградским Кириллом (Гундяевым) рукоположен в сан диакона. 23 августа 1998 года им же рукоположен в сан иерея. 25 февраля 1999 им же пострижен в монашество.
В 1998—2005 годы служил настоятелем храма Преображения Господня города Вязьмы Смоленской области. В 2003—2005 годы одновременно был настоятелем Свято-Троицкого собора города Вязьмы и директором детского дома при соборе.
С 2000 по 2008 год преподавал культурологию, религиоведение, дисциплины финансового блока в Вяземском филиале Московского государственного индустриального университета. В 2001—2004 годах учился в Московском государственном индустриальном университете, который окончил со степенью бакалавра менеджмента. В 2005—2006 годах учился в том же университете, окончив курс с квалификацией менеджера по специальности «Менеджмент организации».
В 2008 году назначен настоятелем храма Державной иконы Божией Матери Смоленска.
В 2008—2011 годы преподавал в Смоленском филиале Московского университета МВД РФ.
В 2009—2010 годах — ответственный за строительство храма-памятника на мемориале «Катынь».
13 октября 2014 года включён в состав комиссии по канонизации святых Смоленской епархии.
В 2015 году окончил Московский государственный университет технологий и управления им. К. Г. Разумовского.
26 мая 2015 года назначен наместником Спасо-Преображенского мужского монастыря города Рославля Смоленской области, настоятель храма в честь Святителя Стефана Великопермского города Десногорска Смоленской области. 6 июля того же года назначен настоятелем тюремного храма в честь святой Анастасии Узорешительницы города Рославля Смоленской области.
24 декабря 2015 года Священным синодом Русской православной церкви утверждён в должности игумена Спасо-Преображенского мужского монастыря Рославля.
8 января 2016 года в Успенском кафедральном соборе в Смоленске митрополитом Смоленским и Рославльским Исидором (Тупикиным) возведён в сан игумена.
9 марта 2016 года назначен председателем отдела Смоленской епархии по монастырям и монашеству и благочинным монастырей епархии.

### Архиерейство
4 мая 2017 года решением Священного Синода (журнал № 32) избран правящим архиереем новообразованной Рославльской епархии с титулом «епископ Рославльский и Десногорский».
8 мая 2017 года митрополитом Смоленским и Дорогобужским Исидором в храме святителя Стефана Великопермского (подворье Рославльского Спасо-Преображенского мужского монастыря в Десногорске) возведён в сан архимандрита.
3 июня в Тронном зале Патриарших покоев Троице-Сергиевой лавры патриарх Кирилл совершил чин наречения архимандрита Мелетия (Павлюченкова) во епископа Рославльского и Десногорского.
11 июня 2017 года в Троицком храме подмосковного Реутова состоялась хиротония архимандрита Мелетия во епископа Рославльского и Десногорского, которую совершили Патриарх Кирилл, митрополит Крутицкий и Коломенский Ювеналий (Поярков), митрополит Санкт-Петербургский и Ладожский Варсонофий (Судаков), митрополит Смоленский и Дорогобужский Исидор (Тупикин), архиепископ Солнечногорский Сергий (Чашин), епископ Илиан (Востряков), епископ Видновский Тихон (Недосекин), епископ Серпуховской Роман (Гаврилов), епископ Балашихинский Николай (Погребняк), епископ Зарайский Константин (Островский), епископ Вяземский и Гагаринский Сергий (Зятьков), епископ Луховицкий Петр (Дмитриев).